# Sergio Bleda
Sergio Bleda Villada (Albacete, 1974) es un historietista español, conocido sobre todo por sus historietas de terror, como El baile del vampiro, aunque también ha cultivado otros géneros y trabajado en ilustración, sobre todo erótica, publicidad y diseño de producción para cine. Sus obras se han editado en varios países de Europa y Estados Unidos.

## Biografía

### Trayectoria profesional
Fundamentalmente autodidacta, Sergio Bleda abandonó el Instituto en segundo de BUP para dedicarse de lleno al medio. Comenzó entonces su carrera publicando una tira de prensa titulada Los saurios en el semanario local Crónica entre 1991 y 1995, además de diversas historietas en fanzines. 
A mediados de los 90, se traslada a Barcelona, donde comparte piso con Javier Pulido  y empieza a colaborar en la revista erótica Kiss Comix, a la que aportaría series como La novia y la ladrona (1994), Melrose Pleasure (1996) y Hot Rockets (1988) (las dos últimas con guion de Rakel), además de publicar la novela gráfica El Hijo de Kim (1994-95) y diversos pin-ups de superhéroes Marvel para Planeta DeAgostini. 
Su salto a la popularidad le llegaría, sin embargo, con la serie limitada El Baile del Vampiro, publicada en 1997 por Planeta dentro de su línea Laberinto y que le valdría una nominación al Premio al Autor Revelación en el Salón del Cómic de Barcelona en el año 1998, que fue reeditada en 2008 por Aleta. 
Establecido desde 1999 en Valencia, publica el one-shot Inés 1994 para Planeta y continúa produciendo historietas eróticas para las revistas de MegaMultimedia, Sulaco Ediciones y Dolmen, al mismo tiempo que realiza los storyboards de las películas Son de mar de Bigas Luna (2001) y No somos nadie de Jordi Mollà (2002).
Ejerce también de Comisario en la exposición colectiva "Tebeospain" organizada por la Biblioteca Valenciana y la Asociación de Autores de Cómic de España, organización de la que fue socio fundador en 2002 y Presidente desde enero de 2006 a marzo de 2007.
En 2008 edita en España Dolls Killer, un volumen integral editado por Dolmen que recoge la serie cocreada para la editorial francesa Soleil con el guionista Nicolás Pona y 20 años entre pinceles: El arte de Sergio Bleda, un libro retrospectivo editado por  Dibbuks que recoge lo mejor de sus 20 años de trayectoria profesional.
En 2019 publica, a través de micromecenazgo y bajo su sello Sergio Bleda Autogestión Editorial, una nueva entrega de El Baile del Vampiro titulada REDES.
En 2020 repite la formula y publica El Baile del Vampiro: RUINA MONTIUM. Ese mismo año publica un sugerente libro de su arte erótico, #Fetish Brush. En 2022 ha publicado el esperado recopilatorio Los Saurios. Integral en colaboración con la editorial independiente Dawn Entertainment.

### El mercado exterior
Desde 2003, dirige sus esfuerzos hacia al mercado exterior, ante la imposibilidad de vivir de la industria autóctona, y produce por primera vez sus primeros álbumes concebidos como tales: Duérmete niña ese mismo año, Bloody Winter en 2004 y la trilogía La Conjura de cada miércoles entre 2005 y 2007, difundidos todos a través de la agencia europea SAF. 
El baile del vampiro y La conjura de cada miércoles fueron publicadas en Estados Unidos por la editorial americana Dark Horse.
En 2008, inicia directamente para la editorial francesa Soleil la trilogía Dolls Killer, con guiones de Nicolas Pona y que constaría finalmente de dos álbumes. También ilustra el libro infantil 33 abuelas de Luis Cauqui.
En 2018 ilustra Il faudra me passer sur le corps, un cómic muy pero que muy sugerente, sensual y divertido junto a la guionista Katia Even para la editorial Tabou. De momento sólo en francés pero esperamos que no en un futuro muy lejano sea traducido al español.

## Obra
- Los Saurios: Evolución. Recopilación autoeditada, 1993.
- La novia y la ladrona. Guion de Rakel. Revista Kiss Comix. Ediciones La Cúpula, 1994.
- El hijo de Kim. Plaga, 1995.
- Melrose pleasure. Guion de Rakel. Revista Kiss Comix. Ediciones La Cúpula, 1996.
- El Baile del Vampiro. Planeta deAgostini, 1997.
- Hot rockets. Guion de Rakel. Revista Kiss Comix. Ediciones La Cúpula,  1998
- Inés 1994. Planeta deAgostini, 1999.
- The Hair of the Snake. 10 páginas y cubierta. Sulaco, 2000.
- Duérmete niña. Strip Art Features, 2003. Dolmen, 2003.
- "¡Schtroumpf!, una aventura de Jakob el vampiro", historia publicada en la revista Boom! n.º 1. Asociación de Autores de Cómic de España, 2004. Guion de Alberto López Aroca.
- Bloody winter. Strip Art Features, 2004. Planeta DeAgostini, 2005.
- The Wednesday Conspiracy 1: Sectas y paranoias. Strip art features, 2005.
- The Wednesday Conspiracy 2: Encrucijada. Strip art features, 2006.
- The Wednesday Conspiracy 3: Restless people. Strip art features, 2007.
- El Baile del Vampiro. Edición del décimo aniversario. Aleta, 2008.
- Doll's Killer T1. Soleil, 2008.
- Doll's Killer T2. Soleil, 2009.
- 33 abuelas. Dibbuks, 2009
- 12 del Doce: Guerrilleros. Diputación de Cádiz, 2010.
- Candy City Guion de Alberto López Aroca. Ilarión, 2010.
- 20 Años entre pinceles: El arte de Sergio Bleda. Dibbuks, 2011.
- Valentía. Colectivo. Norma editorial, 2012.
- Esto vende. Grafito, 2015.
- NSA T1. Guion de Thierry Glorís. Casterman, 2015.
- Una tarde de pasión. Guion de Ricardo Esteban. Dibbuks, 2015.
- NSA T2. Guion de Thierry Glorís.  Casterman, 2016.
- Eve Moon. El Hada Perdida. Cuocio, 2017.
- Cinco relatos apasionados. Guion de Ricardo Esteban. Dibbuks, 2017.
- Fundamentos instintivos de una noche de invierno. Textos de Fernando Girón, 2018.
- Il Faudra me Passer Sur le Corps. Guion de Katia Even. Tabou, 2019.
- Redes/La primera vez. Sergio Bleda Autogestión Editorial, 2020.
- Fetish Brush. Sergio Bleda Autogestión Editorial, 2020.
- Ruina Montium. Guion Francisco Ruizge. Sergio Bleda Autogestión Editorial, 2021.
- Los Saurios Integral. Sergio Bleda Autogestión Editorial y Dawn Entertainment, 2022.
- El Baile del Vampiro. Edición Especial 25 Aniversario. Sergio Bleda autogestión editorial y Dawn Entertainment. 2023.
- El Baile del Vampiro: Inés 1994. Edición Especial 25 Aniversario Sergio Bleda autogestión editorial y Dawn Entertainment. 2024.